# Guido Zimmermann (Künstler)

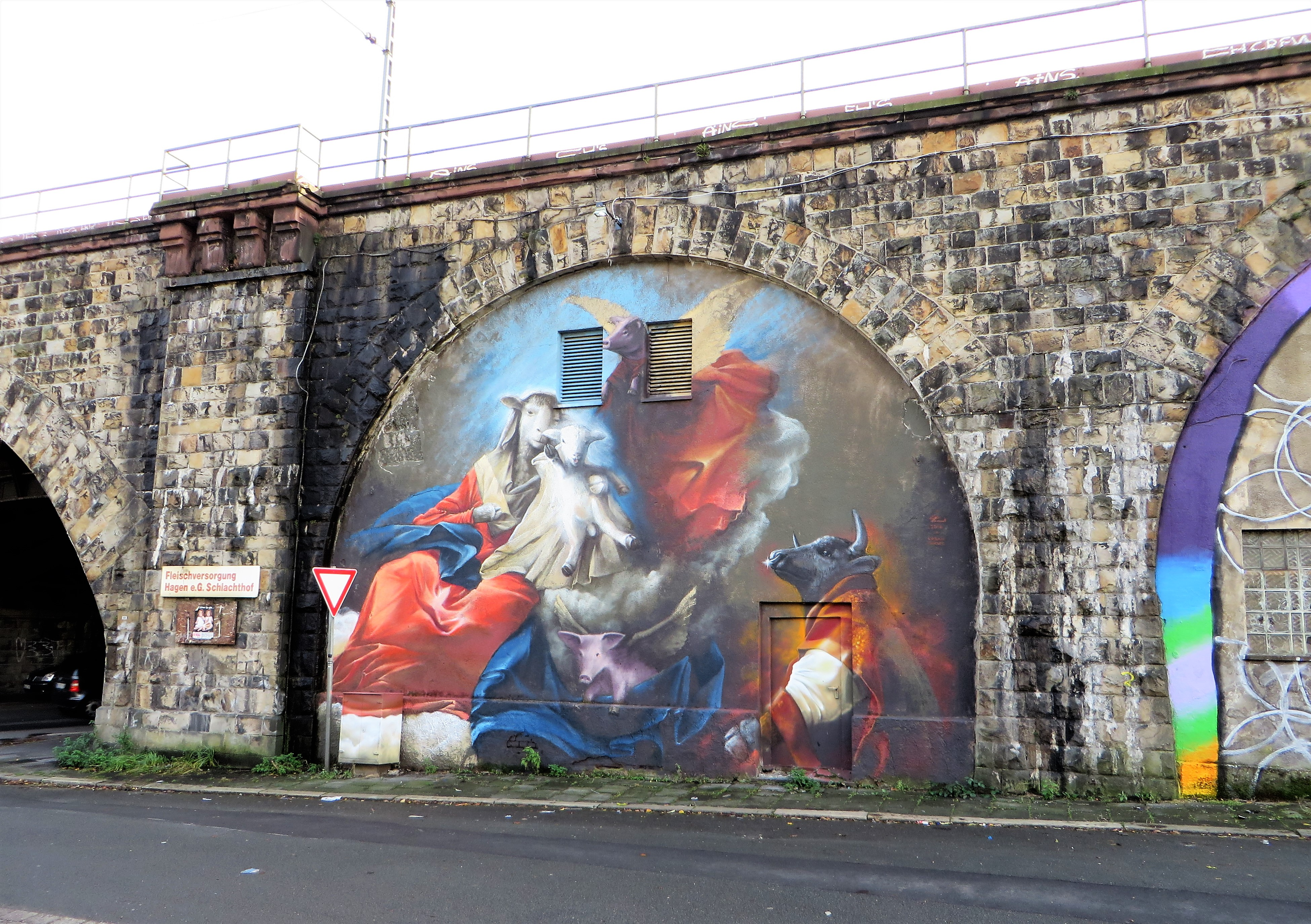
Streetart in Hagen-Wehringhausen

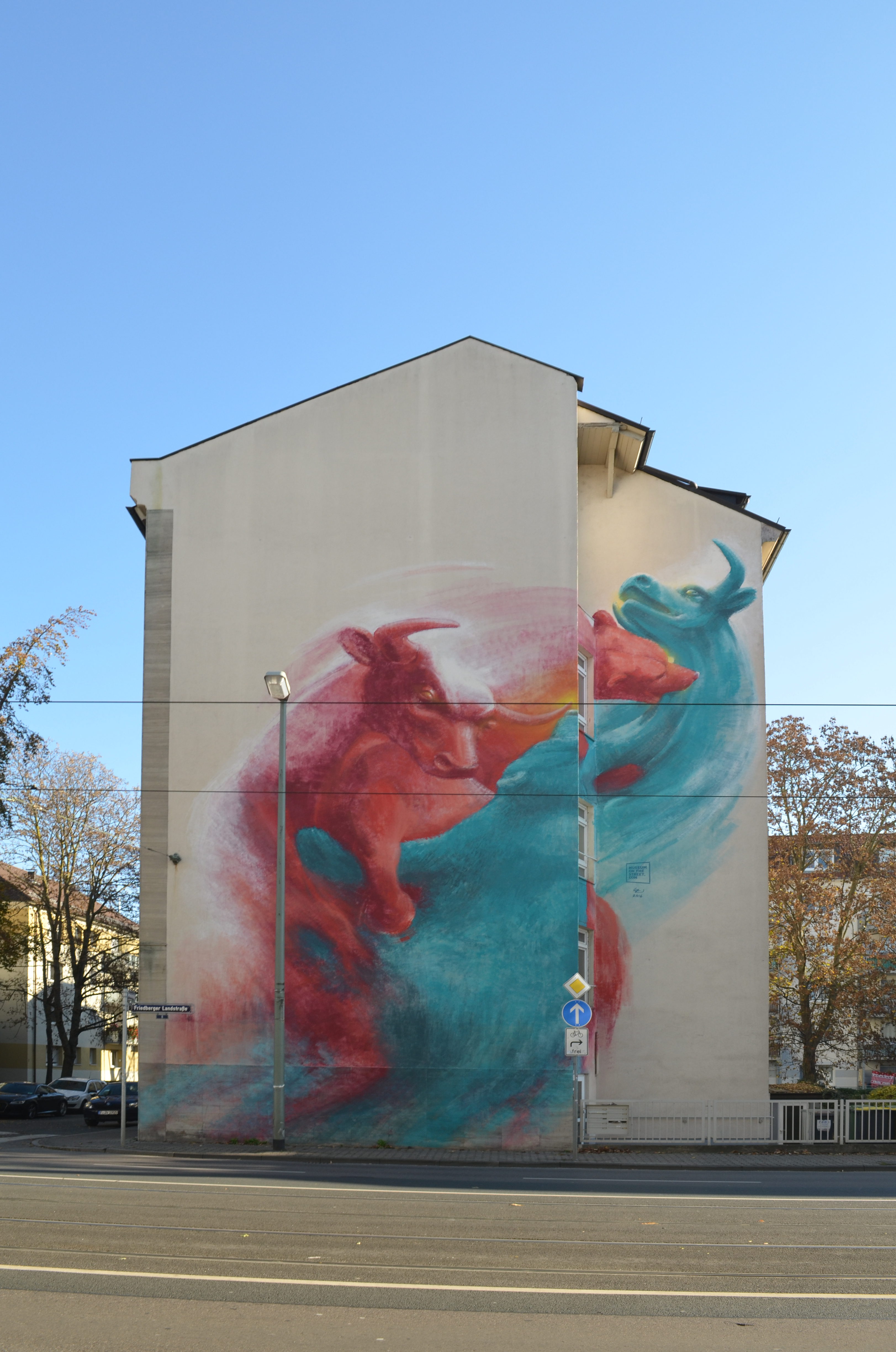
Wandgemälde Bulle vs. Bär in Frankfurt am Main

Guido Zimmermann (* 17. November 1978 in Frankfurt am Main) ist ein deutscher Künstler aus der Streetartszene, in der er unter dem Pseudonym GZ bekannt ist.

## Leben
Zimmermann begann 1993 als Graffitikünstler. Die Bandbreite seiner Arbeiten reicht von großflächigen Wandgemälden im öffentlichen Raum über Malerei auf Leinwänden bis hin zu Skulpturen. 
2015 initiierte er in seiner Geburtsstadt das Projekt Museum on the Street, unterstützt von der Aventis Foundation. Im Rahmen des Projekts wurden bereits sechs Wandgemälde realisiert. 2016 entstanden die Kunstwerke Menage a trois und Bulle vs. Bär von Zimmermann, 2017 erschuf der Münchner Rafael Gerlach (Pseudonym SatOne) ein Mural, 2017 folgten zwei Wandbilder auf einem Gebäude – eine Kooperation Zimmermanns mit der Frankfurter Künstlerin Mis.Sare. 2018 malte der international aktive Künstler HNRX aus Österreich das bisher letzte Wandgemälde für das Projekt.
International bekannt sind Zimmermanns Skulpturen, die Cuckoo Blocks. Die Miniaturausgaben, insbesondere brutalistischer Gebäude, sind mit einem Kuckucksuhrwerk ausgestattet. Die Cuckoo Blocks inszenieren häufig geschichtlich interessante Gebäude und Bauwerke mit einem architektonischen Wert wie beispielsweise Ernő Goldfingers Glenkerry House in London oder das Hotel „La Flaine“ in den französischen Alpen von Marcel Breuer sowie das Hotel Iveria in Tiflis. Mit den Skulpturen, die Wohnhochhäuser in Frankfurt, Berlin oder Hamburg verbildlichen, will Zimmermann auch auf die Lebens- und Wohnbedingungen in sozialen Brennpunkten in Städten aufmerksam machen: Die klassische Kuckucksuhr symbolisiert den Wohlstand der Mittelschicht. Die neue Plattenbauversion soll das aktuelle urbane und soziale Leben in Wohnblocks veranschaulichen. Die Serie der Cuckoo Blocks hat Zimmermann um den Sozialmeisenbau, einen Nistkasten für heimische Singvögel in Form eines sizilianischen Sozialbaus in Catania, sowie um das Insektenhotel Sozialbienenbau, das Miniaturgebilde des Kin Ming in Hongkong, erweitert.